# 翅田大介
翅田 大介（はねた だいすけ、1984年4月5日 - ）は、日本の小説家（ライトノベル作家）。静岡市出身。
大学在学中の2007年に「カッティング 〜Case of Mio Nishiamane〜」で第1回ノベルジャパン大賞佳作を受賞、同年7月に同作を改稿した「カッティング 〜Case of Mio〜」でデビュー。

## 作品一覧
HJ文庫
- カッティング（イラスト：も）
  - Case of Mio 2007年7月 ISBN 978-4-89425-572-2
  - Case of Tomoe 2007年12月 ISBN 978-4-89425-620-0
  - Case of Mio Entanglement 2008年5月 ISBN 978-4-89425-701-6
  - Case of Mio Reincarnation 2008年9月 ISBN 978-4-89425-747-4
- 相剋のフェイトライン（イラスト：kaya8） 2009年5月 ISBN 978-4-89425-873-0
- 戦え! 神群活動保全課 カミカツ!（イラスト：シコルスキー） 2011年1月 ISBN 978-4-79860-128-1
- 月花の歌姫と魔技の王（イラスト：大場陽炎）
  1. 2012年5月 ISBN 978-4-79860-413-8
  2. 2012年10月 ISBN 978-4-79860-493-0
  3. 2013年4月 ISBN 978-4-79860-599-9
  4. 2013年10月 ISBN 978-4-79860-701-6
- ワールドウォーカーズ・クロニクル（イラスト：い〜どぅ〜）
  1. 2014年9月 ISBN 978-4-79860-873-0
  2. 2015年5月 ISBN 978-4-79860-977-5
- 神話大戦ギルガメッシュナイト（イラスト：津路参汰、Ryuki）
  1. 2015年1月 ISBN 978-4-79860-961-4
  2. 2015年7月 ISBN 978-4-79861-025-2
  3. 2016年8月 ISBN 978-4-79861-284-3
- 桜色のレプリカ（イラスト：町村こもり）
  1. 2017年8月 ISBN 978-4-79861-506-6
  2. 2017年8月 ISBN 978-4-79861-507-3

オーバーラップ文庫
- 無能力者のオービット・ゲーム（イラスト：伍長）
  1. 2014年9月 ISBN 978-4-90686-658-8
  2. 2014年12月 ISBN 978-4-86554-023-9

電撃の新文芸
- 悪役令嬢になったウチのお嬢様がヤクザ令嬢だった件。（イラスト：珠梨やすゆき）
  1. 2020年8月 ISBN 978-4-04-913381-3
  2. 2021年1月 ISBN 978-4-04-913580-0